# Adiscus crassicornis
Adiscus crassicornis es un insecto coleóptero de la familia Chrysomelidae.
Fue descrita científicamente por primera vez en 1992 por Tang.